# Treponema
 (avril 2025).
Si vous disposez d'ouvrages ou d'articles de référence ou si vous connaissez des sites web de qualité traitant du thème abordé ici, merci de compléter l'article en donnant les références utiles à sa vérifiabilité et en les liant à la section « Notes et références ».
Pour les articles homonymes, voir Tréponème (homonymie).
Genre
Synonymes
- Helmutkoenigia Brune et al. 2022
- Leadbettera Brune et al. 2022
- Zuelzera Brune et al. 2022

Treponema (en français les Tréponèmes) est un genre de bactéries hélicoïdales à Gram négatif de la famille des Treponemataceae dont il est le genre type. Il comporte plusieurs espèces pathogènes avec en particulier T. pallidum, agent infectieux responsable de la syphilis.

## Description
Bactérie de 5 à 15 µm de long sur 0,1 à 0,2 µm de large, spiralées. La paroi est de type Gram négatif. 

## Habitat
Ce sont des bactéries commensales chez l’Homme et l'animal. 
Quand elles sont commensales, elles vivent sur les muqueuses, dans les mucus, au niveau de la bouche, du tractus intestinal et de l’appareil urogénital. 

Elles deviennent pathogènes quand elles s'introduisent dans l'organisme, à partir de points d'inoculations. 
Elles colonisent alors divers organes, avec notamment de graves atteintes osseuses et/ou neuro-syphilitiques (encéphalite, artérite cérébrale, uvéites), autrefois souvent mortels. Une immunodéficience augmente ce risque (avec le SIDA par exemple).

## Pathogénicité
Certaines espèces sont pathogènes pour l’homme ou l'animal, provoquant des maladies dites « tréponématoses ». C'est le cas de :
- « T. pallidum subsp. pallidum » est l'agent de la syphilis, qui est une infection sexuellement transmissible.
- « T. pallidum subsp. endemicum » est l'agent de la syphilis endémique non vénérienne ou bejel.
- « T. pallidum subsp. pertenue » est l'agent du pian (régions intertropicales), entraînant des lésions cutanées.
- « T. carateum » (nom invalide) est l'agent de la pinta ou mal del pinto en Amérique centrale et du sud, maladie caractérisée par des lésions cutanées.
- T. paraluiscuniculi est pathogène chez les lapins domestiques et les lapins sauvages.
- T. denticola : autrefois classé anaérobie obligatoire, il s'est avéré être anaérobie facultatif ; c'est un pathogène parodontal reconnu qui est capable (dont in vitro) de constituer et entretenir des micro-milieux anaérobies qui lui sont favorables ainsi qu'à d'autres pathogènes de la bouche[1] ; dans la zone subgingivale saine, il ne constitue qu'une faible part des bactéries totales, mais dans les poches parodontales malades, il trouve un habitat idéal dans lequel il prospère et peut alors dominer la population bactérienne[2] ; la base moléculaire de ses réponses adaptatives commence à être étudiées et définies avec plusieurs séquences génomiques décrites en 2008[2] ; c'est une bactérie qui fait aussi l'objet de manipulations génétiques (2012)[3].

## Liste des espèces
Selon LPSN (3 octobre 2023) :
- Treponema amylovorum Wyss et al. 1997
- Treponema azotonutricium Graber et al. 2004
- Treponema berlinense Nordhoff et al. 2005
- Treponema brennaborense Schrank et al. 1999
- Treponema bryantii Stanton & Canale-Parola 1980
- Treponema denticola (ex Flügge 1886) Chan et al. 1993
- Treponema isoptericolens Dröge et al. 2008
- Treponema lecithinolyticum Wyss et al. 1999
- Treponema maltophilum Wyss et al. 1996
- Treponema medium Umemoto et al. 1997
- Treponema minutum Dobell 1912
- Treponema pallidum (Schaudinn & Hoffmann 1905) Schaudinn 1905
- Treponema paraluiscuniculi corrig. (Jacobsthal 1920) Smibert 1974
- Treponema parvum Wyss et al. 2001
- Treponema pectinovorum Smibert & Burmeister 1983
- Treponema pedis Evans et al. 2009
- Treponema pertenue (Castellani 1905) Castellani & Chalmers 1910
- Treponema peruense Belkhou et al. 2021
- Treponema phagedenis (ex Brumpt 1922) Kuhnert et al. 2020
- Treponema porcinum Nordhoff et al. 2005
- Treponema primitia Graber et al. 2004
- Treponema putidum Wyss et al. 2004
- Treponema rectale Staton et al. 2017
- Treponema ruminis Newbrook et al. 2017
- Treponema saccharophilum Paster & Canale-Parola 1986
- Treponema socranskii Smibert et al. 1984
- Treponema stenostreptum corrig. (Zuelzer 1912) Abt et al. 2013
- Treponema succinifaciens Cwyk & Canale-Parola 1981

## Taxonomie
Le nom correct complet (avec auteur) de ce taxon est Treponema Schaudinn 1905.
L'espèce type est : Treponema pallidum (Schaudinn & Hoffmann 1905) Schaudinn 1905.

### Étymologie
L'étymologie de ce genre est la suivante : Gr. ind. v. trepô, tourner; Gr. neut. n. nêma, un fil; N.L. neut. n. Treponema, un fil tournoyant.